# Pljevlja (município)
Pljevlja é um dos 24 municípios de Montenegro. Sua capital é a vila de Pljevlja.

## Demografia
De acordo com o censo de 2003 a população do município era composta de:
- Sérvios (59,52%)
- Montenegrinos (20,99%)
- Muçulmanos por nacionalidade (8,36%)
- Bósnios (5,48%)
- Croatas (0,05%)
- Albaneses (0,03%)
- outros (0,40%)
- não declarados (5,17%)